# 広島市中央卸売市場
広島市中央卸売市場（ひろしましちゅうおうおろしうりしじょう）は、広島県広島市が運営する中央卸売市場である。
同市西区草津港に青果物、水産物、花卉（かき）を取扱う中央市場と食肉を取扱う食肉市場、安芸区船越南に青果物を取扱う東部市場から構成される。
隣接している中央市場と食肉市場を合わせた敷地面積296,277平方メートルは、東京都中央卸売市場大田市場（東京都大田区）に次ぐ全国で2番目の敷地面積である。なお、東部市場の敷地面積はマツダスタジアム2.5個分の約5.8ヘクタールである。

## 沿革
- 1914年（大正3年）1月 - 市営家畜市場、広島市福島町（現在の西区福島町2丁目）に開場。
- 1949年（昭和24年）10月10日 - 広島市中央市場、広島市水主町（現在の中区加古町）の原爆投下によって壊滅した県庁および県立病院の跡地に開場。
- 1960年（昭和35年）6月1日 - 広島市食肉中央卸売市場開場。
- 1972年（昭和47年）4月1日 - 広島市中央卸売市場業務条例の改正により、それぞれ広島市中央卸売市場中央市場、広島市中央卸売市場食肉市場に名称変更
- 1974年（昭和49年）3月18日 - 広島市中央卸売市場東部市場開場[2]
- 1981年（昭和56年）10月12日 - 中央市場が現在地に移転。[3]
- 1992年（平成4年）4月20日 - 食肉市場が現在地に移転。[4]

## 再整備計画
中央市場は、1981年の移転開場から 35年以上が経過しており、施設の老朽化や耐震性に課題を抱えており、複数の再整備案を策定し比較検討を行い、再整備の方向性を決定することとしている。
東部市場においても、2027年度ごろに中央市場に移転統合するために、跡地活用の検討にはいり、 学校給食センターや市内初の「道の駅」などの整備を求める声が上がっている。

## 市場
- 中央市場 - 広島県広島市西区草津港1丁目8番1号
- 食肉市場 - 広島県広島市西区草津港1丁目11番1号
- 東部市場 - 広島県広島市安芸区船越南5丁目1番1号